# Семёновская (Тотемский район)
Семеновская — деревня в Тотемском районе Вологодской области.
Входит в состав Вожбальского сельского поселения, с точки зрения административно-территориального деления — в Вожбальский сельсовет.
Расстояние по автодороге до районного центра Тотьмы — 77 км, до центра муниципального образования деревни Кудринская — 32 км. Ближайшие населённые пункты — Маринская, Никитинская, Угрюмовская.
По переписи 2002 года население — 4 человека.
| 2010 |
| ---- |
| 0    |